# زقزاق هامشي
زقزاق هامشي (الاسم العلمي: Charadrius marginatus) هو نوع من الطيور يتبع جنس الزقزاق من فصيلة الزقزاقية.